# Émile Rousseau (graveur)
Pour les articles homonymes, voir Émile Rousseau et Rousseau.
 (août 2017).
Émile Rousseau est un médailleur français né le 2 août 1927 à Paris où il est mort le 21 janvier 2010. Il a été Graveur général des monnaies de 1974 à 1994.

## Biographie
Il fait ses études au collège technique Boulle de 1942 à 1945 puis à l’École nationale supérieure des beaux-arts de Paris où il entre en 1946 dans l'atelier d'Henri Dropsy. Il reçoit le deuxième second grand prix de Rome en 1954 et séjourne six mois à la Casa Velasquez à Madrid, d'où il rapporte un médaillon du Greco et une Semaine sainte à Séville. En 1957, Émile Rousseau obtient le premier grand prix de Rome de gravure en médailles. Il séjourne alors trois ans à la Villa Médicis à Rome.
Il expose à la galerie Dauphine en 1963 puis au musée de la Monnaie de Paris.
En avril 1974, nommé Graveur général des monnaies, il se choisit pour différent un dauphin qui ornera toutes les monnaies entre 1974 et 1994, terme de son poste. Il fut le dernier Graveur général des monnaies de France issu depuis 1880 du recrutement parmi le concours au prix de Rome des artistes-graveurs sur acier.
Chevalier de la Légion d’honneur, officier de l'ordre national du Mérite et chevalier des Arts et des Lettres, il meurt à Paris le 21 janvier 2010.
Il a, entre autres, dessiné et gravé :
- des pièces françaises en francs :
  - la pièce de 1 franc commémorant de Gaulle (1988) ;
  - la pièce de 2 francs Jean Moulin (1993) ;
  - la pièce de 5 francs à l'occasion des dix ans de la mort de Pierre Mendès France (1992) ;
  - des pièces de collection ;
- des pièces monégasques en francs :
  - la pièce de 10 francs - Fondation Prince Pierre  (1989) ;
  - la pièce de 100 francs - 40e année de règne de Rainier III.
- de nombreuses médailles éditée à la Monnaie de Paris

## Galerie

Le dauphin, différent de Rousseau.
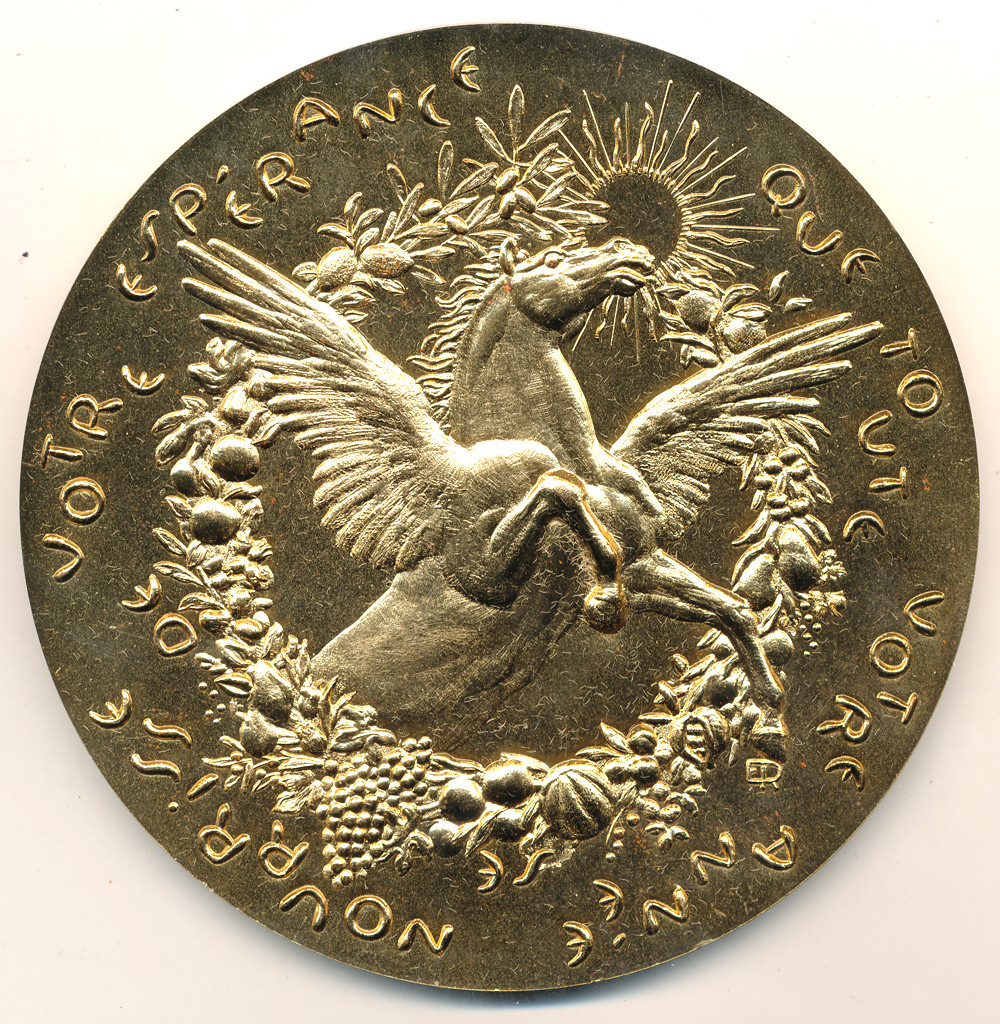
Vœux d'espérance 1974, médaille en bronze doré, diamètre 100mm (avers).
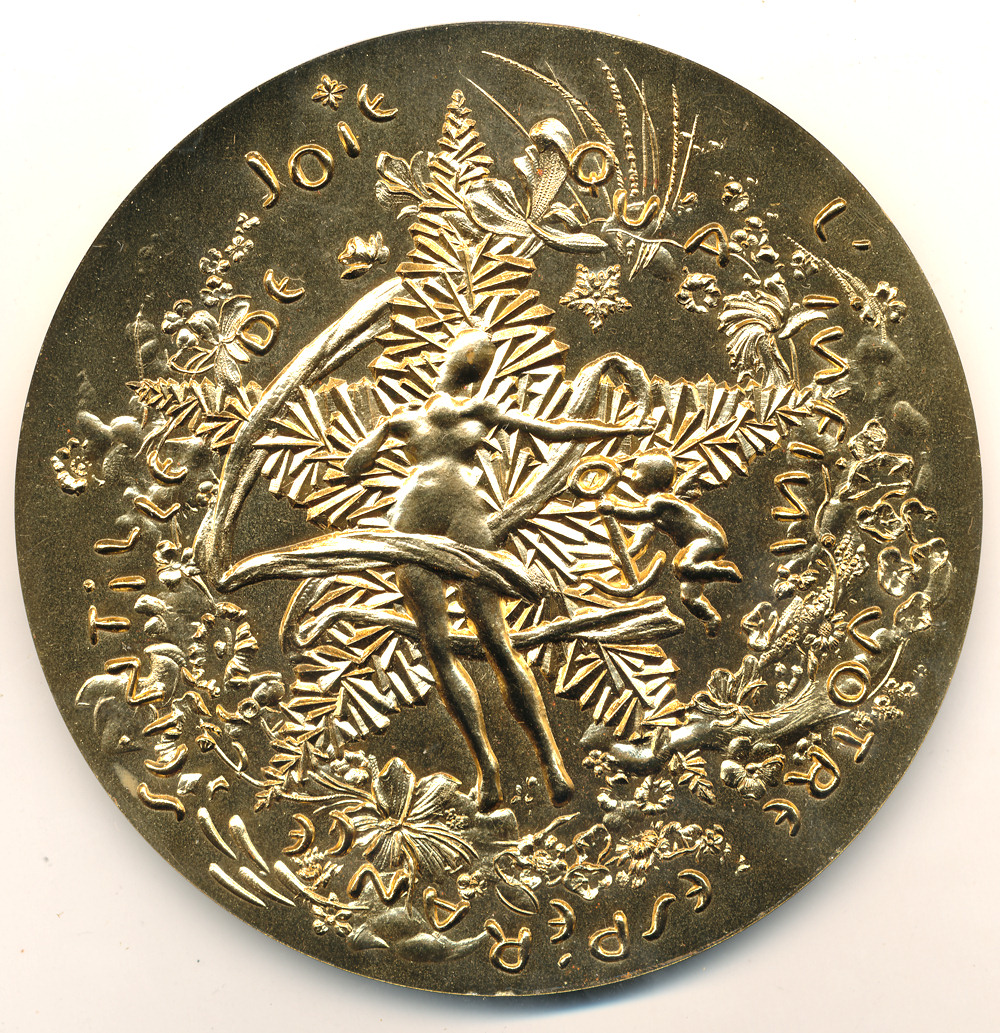
Vœux d'espérance 1974 (revers).
10 francs Mathieu 1987
10 francs Mathieu 1987  revers
10 francs Léon Gambetta 1982  avers

## Décorations
- Chevalier de la Légion d'honneur
- Officier de l'ordre national du Mérite
- Chevalier de l'ordre des Arts et des Lettres